# 스컬걸즈
《스컬걸즈》(Skullgirls)는 리버지 랩스가 개발하고 어텀 게임스가 배급한 2D 대전 격투 게임이다. 최초 판은 어텀 게임스의 배급을 통해 2012년 4월 플레이스테이션 3의 플레이스테이션 네트워크, 엑스박스 360의 엑스박스 라이브 아케이드와 마이크로소프트 윈도우로 출시됐다.
《스컬걸즈》는 캡콤의 격투 게임 시리즈 《다크스토커즈》와 《마블 vs. 캡콤》 등에 깊은 영향을 받아, 캐릭터 어시스트나 태그 팀 시스템 등 다양한 게임 모드와 하이어 콤보가 난무하는 신속한 대전 양상을 보이는 것이 특징이다. 스토리 모드, 대전 모드, 연습 모드 등 개인용 컨텐츠와 GGPO 네트워크를 사용하는 온라인 플레이를 지원한다.
《스컬걸즈》의 세계는 전쟁이 끊이지 않는 디스토피아 세계의 캐노피 왕국이 주무대로, 일정 주기마다 나타난다는 저주받은 유물 '스컬 하트'가 이야기의 열쇠이다. 스컬 하트는 여성 소유자에게 한 가지 소원을 들어주지만, 그 대가로 만약 소유자의 영혼이 순수하지 않으면 자기파괴적인 괴물 '스컬걸즈'로 변하는 위험을 감수해야 한다. 《스컬걸즈》의 등장인물 모두 각자가 가진 사정으로 스컬 하트를 찾고있으며, 각 캐릭터마다 별도의 스토리 모드가 존재한다.
첫 발매 이후 《스컬걸즈》는 여러 법적 문제으로 인해 게임 개발에 차질이 빚어진 바 있다. 《스컬걸즈》 출시 직후 관계없는 타사의 게임 《테프 잼 랩스타》를 표절했다는 주장에 배급사 어텀 게임스가 소송당하면서 비용문제로 원래 개발사였던 리버지 랩스가 해체됐다. 이후 2013년 5월 기존 개발자들이 모여 세운 새 회사 랩 제로 게임스는 크라우드펀딩 웹사이트 인디고고를 통해 개발비를 모금했고, 당시 《스컬걸즈》의 선풍적인 인기로 기대를 넘어선 자금이 모으는 데 성공했고 이는 추가 컨텐츠를 제작하는 기반이 됐다.
최초 버전은 코나미가 어텀 게임스와 함께 배급했으나 2013년 11월 랩 제로 게임스와 결별했다. 2014년 2월 기존에 발매된 버전의 업데이트판 《스컬걸즈 앙코르》가 마벨러스와 사이버프론트의 배급을 통해 출시됐다. 2015년에는 2차 업데이트판 《스컬걸즈 세컨드 앙코르》가 출시됐으며 플레이스테이션 4와 플레이스테이션 비타로도 발매됐다. 또한 2015년 일본에서 《세컨드 앙코르》에 기반한 아케이드판이 NESiCAxLive로 출시됐고, 2019년에 스카이바운드 게임스가 배급한 닌텐도 스위치 이식판이 출시됐다.
2017년에는 히든 배리어블 스튜디오스가 개발하고 라인이 배급한 모바일용 외전작 《스컬걸즈 모바일》이 출시됐다.

## 게임플레이
《스컬걸즈》는 2D 대전 격투 게임으로, 플레이어는 선택한 대전 모드에 따라 일반적인 일대일 대결을 펼치거나 최대 3명의 캐릭터를 선택하는 태그 팀 대전을 할 수 있다. 게임플레이 양식은 캡콤의 게임 《마블 vs. 캡콤 2: 뉴 에이지 오브 히어로즈》에서 본받아, 강제로 팀원을 교체하는 아웃테이크, 조종하지 않는 팀원을 부르는 캐릭터 어시스트, 하이어 콤보 등을 할 수 있다.

## 반응

### 평론
《스컬걸즈》는 플레이스테이션 3 및 엑스박스 360판 출시 당시 리뷰 애그리게이터 웹사이트 메타크리틱에서 "대체적으로 긍정적인 평가"를 기록했다.

### 흥행
첫 출시 당시 《스컬걸즈》의 판매량은 10일만에 5만 장 이상을 돌파해, 2012년 4월 기준으로 엑스박스 라이브 아케이드에서 가장 많이 팔린 게임이자 플레이스테이션 네트워크에서 세 번째로 가장 많이 팔린 게임이 됐다.

## 관련 미디어

### 음악
《스컬걸즈 오리지널 사운드트랙》 음반은 28곡이 수록됐다. 야마네 미치루, 빈센트 디아만테, 블레인 맥커티와 브렌톤 코사크가 작곡했다.

### 기타
2019년 애니메 엑스포에서 《스컬걸즈》 웹코믹 시리즈가 발표됐다.

## 참조

### 주해
1. ↑  원개발사로 리벤지 랩스 (2012–2014), 랩 제로 게임스 (2014–2019)가 있었음. 히든 배리어블 스튜디오스와 퓨처 클럽은 2020년부터 현재까지 개발중. 아케이드판은 M2 개발.
2. ↑  본래 코나미가 2012–2013년에 배급하고 이후 어텀 게임스가 담당. 일본 소매상에선 사이버프론트가 배급. PC판은 이전에는 마벨러스가 담당. 아케이드판은 M2 배급. 일본에서 《세컨드 앙코르》는 아크 시스템 웍스 배급. 닌텐도 스위치판은 스카이바운드 엔터테인먼트 배급.